# Административное деление Бангладеш

Административное деление Бангладеш

Округа Бангладеш

Бангладеш делится на 8 областей (бенг. বিভাগ), которые состоят из 64 округов (бенг. জেলা «зила») и 489 подокругов (бенг. উপজেলা; «упазила»).
| №     | Область     | Административный центр | Площадь, км² | Население, чел. (2011, перепись) | Плотность, чел./км² |
| ----- | ----------- | ---------------------- | ------------ | -------------------------------- | ------------------- |
| 1     | Барисал     | Барисал                | 13 225,20    | 8 325 666                        | 613                 |
| 2     | Дакка       | Дакка                  | 20 593,74    | 36 054 418                       | 1751                |
| 3     | Кхулна      | Кхулна                 | 22 284,22    | 15 687 759                       | 699                 |
| 4     | Маймансингх | Маймансингх            | 10 584,06    | 11 370 000                       | 1074                |
| 5     | Раджшахи    | Раджшахи               | 18 153,08    | 18 484 858                       | 1007                |
| 6     | Рангпур     | Рангпур                | 16 184,99    | 15 787 758                       | 960                 |
| 7     | Силхет      | Силхет                 | 12 635,22    | 9 910 219                        | 779                 |
| 8     | Читтагонг   | Читтагонг              | 33 908,55    | 28 423 019                       | 831                 |
| Всего | Всего       | Всего                  | 144 272      | 142 319 000                      | 986,46              |

## История
После объявления независимости Бангладеш в 1971 году, страна насчитывала 4 области:
- Читтагонг (চট্টগ্রাম Chôţţogram)
- Дакка (ঢাকা Đhaka)
- Кхулна (খুলনা Khulna)
- Раджшахи (রাজশাহী Rajshahi)

В 1993 году появилась область Барисал, отделившись от области Кхулна.
В 1998 году была выделена из Читтагонга область Силхет, что довело число областей до шести.
В январе 2010 года из земель области Раджшахи создана область Рангпур.
В сентябре 2015 года из части территории области Дакка образована область Маймансингх.
Также в 2015 году премьер-министр Бангладеш Шейх Хасина объявила о возможном создании в будущем двух новых областей — Комилла из северной части области Читтагонг и Фаридпур из южной части области Дакка.